# Сквер 68-ми десантників
Сквер імені 68-ми десантників (інша назва — Парк ім. 68 моряків-десантників) — парк-пам'ятка садово-паркового мистецтва місцевого значення в Україні. Розташований у центрі міста Миколаїв, в Центральному районі, між вулицями Соборною, Набережною і Адміральською. 
Площа 1,4 га. Статус присвоєно згідно з рішенням Миколаївської обласної ради від 23.10.1984 року № 448. Перебуває у віданні: Департамент житлово-комунального господарства (м. Миколаїв). 

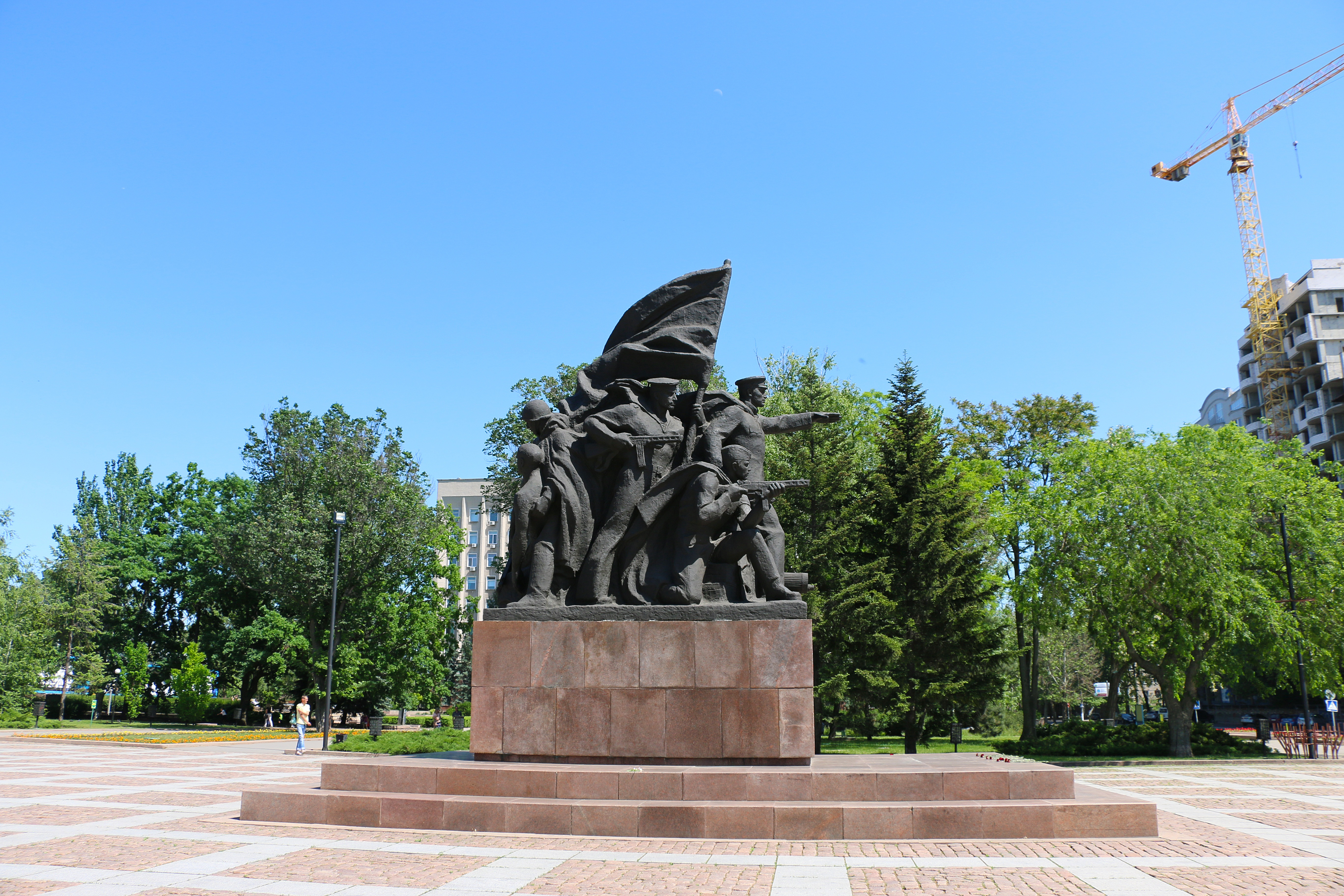
Пам'ятник десантникам Ольшанського

Меморіально-парковий комплекс названий на честь учасників десанту морських піхотинців під командуванням старшого лейтенанта К. Ф. Ольшанского, який висадився в морському порту Миколаєва 26 березня 1944 року і вів важкі бої дві доби — до визволення міста. Всі учасники десанту удостоєні звання Героя Радянського Союзу. 
У центрі скверу встановлений пам'ятник десантникам, на північній стороні скверу розміщені Вічний вогонь та плити братської могили загиблих. Пам'ятник десантникам був вперше споруджений в 1946 році, в 1974 розпочата реконструкція скверу та пам'ятника, яка завершилась до Дня перемоги в травні 1975 року.